# 明谢霍弗
明谢霍弗（德語：Münchehofe）是德国勃兰登堡州的市镇，隶属于达默-施普雷瓦尔德县。总面积为62.32平方千米，截至2023年12月31日总人口为495人。